# اعتصاب ۲۰۰۷–۲۰۰۸ نویسندگان آمریکایی

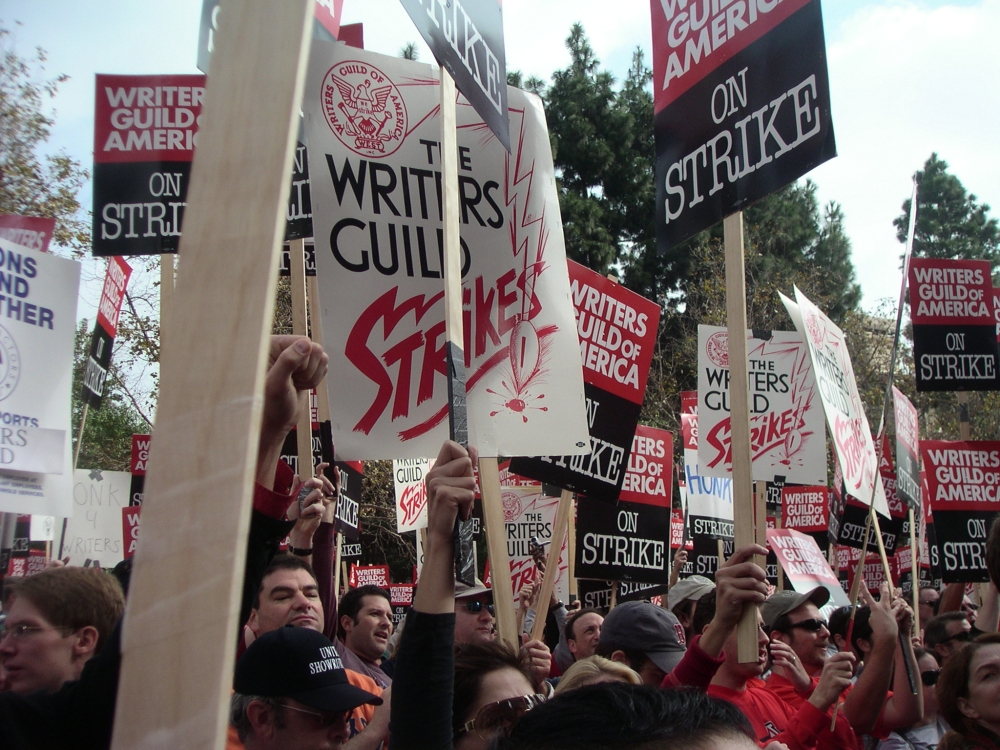
تظاهرات نویسندگان و حامیان در لس‌آنجلس

اعتصاب نویسندگان آمریکایی (به انگلیسی: Writers Guild of America strike) اعتصابی بود که توسط نویسندگان انجمن صنفی غرب و شرق آمریکا صورت گرفت. انجمن نویسندگان صنفی غرب و شرق سندیکایی است که برای فیلم‌ها، سریال‌ها و برای رادیو برنامه می‌نویسند. بیش از ۱۲ هزار نویسنده به این اعتصاب پیوستند. این اعتصاب از روز ۵ نوامبر ۲۰۰۷ شروع و در ۱۲ فوریه ۲۰۰۸ پایان یافت. شرح وقایع این اعتصاب در کتابی به نام «هالیوود در اعتصاب!» آمده‌است.
بیشترین و بزرگترین تأثیر این اعتصاب بر روی سریال لاست بود که پخش چهارمین فصل این مجموعهٔ تلویزیونی از ۳۱ ژانویه ۲۰۰۷ آغاز شده بود قرار بود که این فصل شامل ۱۶ قسمت باشد که به خاطر اعتصاب اصناف نویسندگان آمریکا فقط ۸ قسمت آن ساخته شد. 

دلیل اصلی این اعتصاب بی‌عدالتی در حق نویسندگان و حقوق بسیار پایین آن‌ها بود. بسیاری از هنرمندان مشهور مانند جان استوارت، آنجلینا جولی، کاترین هیگل، نیل پاتریک هریس و الن پامپئو از این اعتصاب حمایت کردند.